# Amtsbezirk Waidhofen an der Thaya
Der Amtsbezirk Waidhofen an der Thaya war eine Verwaltungseinheit im Waldviertel in Niederösterreich.
Der Amtsbezirk war der Kreisbehörde in Krems an der Donau unterstellt und besorgte deren Amtsgeschäfte vor Ort. Die Zuständigkeit erstreckte sich neben Waidhofen auf die damaligen Gemeinden Buchbach, Dietmanns, Großeberharts, Fistritz, Großgerharts, Göpfritz, Hollenbach, Jarolden, Kainraths, Loibes, Markl, Meires, Nonndorf, Pfaffenschlag, Vestenpoppen, Puch, Rafings, Schlader, Groß-Siegharts, Thaya, Ulrichschlag, Vestenötting, Altwaidhofen, Waldreichs, Wienings und Windigsteig.
Der Amtsbezirk umfasste dabei 27 Gemeinden mit 15.025 Einwohnern (lt. Zählung von 1851).